# Criophthona trileuca
Criophthona trileuca là một loài bướm đêm trong họ Crambidae.